# Jahrhunderthalle (Frankfurt am Main)
De Jahrhunderthalle is een congres- en concerthal in Frankfurt am Main, Duitsland. Het centrum heeft een totaal oppervlak van 13.000 m² en bestaat uit een evenementenhal, tentoonstellingsruimte en conferentiecentrum, respectievelijk bekend als Kuppelsaal, Kasino en Konferenzareal.
De locatie is ontworpen door architecten Friedrich Wilhelm Kraemer en Ernst Sieverts, geopend in 1963 en gebouwd ter ere van het 100-jarig bestaan van de oprichting van Hoechst AG. 
De eerste artiest die er optrad, was Yehudi Menuhin. Bekende artiesten die er optraden zijn onder meer Duke Ellington, Ray Charles, James Brown, Bee Gees, Jimi Hendrix, Janis Joplin, Jethro Tull, ABBA, Genesis, Frank Sinatra, Mike Oldfield, Yes, Louis Armstrong, Kraftwerk, Rihanna en Katy Perry.